# Гагарин, Андрей Павлович
Князь Андрей Павлович Гагарин  (1787—1828) — подполковник русской императорской армии, действительный статский советник и шталмейстер двора из рода Гагариных. 

## Биография
Родился 11 (22) сентября 1787 года. Сын московского обер-коменданта генерал-поручика князя Павла Сергеевича, внук князя Сергея Васильевича, старший брат князя Павла Павловича.
Получил образование в петербургском пансионе аббата Николя, где его сотоварищами были М. Ф. Орлов и  С. Г. Волконский. В 1801 году был записан на службу в коллегию иностранных дел коллежским юнкером. Произведённый в 1804 году в переводчики, он в июне того же года поступил эстандарт-юнкером в Кавалергардский полк и в сентябре произведён в корнеты, затем служил в драгунских полках Нарвском и Нижегородском и в 1806 г. вышел в отставку с чином подпоручика. В 1807 г. поступил с прежним чином прапорщика в Курляндский драгунский полк и принял участие в военных действиях против Наполеона (при Гутштадте, Вольфсберге, Гейльсберге и Фридланде), доставившее ему аннинский крест 4-й степени и золотое оружие. 
По окончании войны был переведён поручиком в Лейб-гвардии Гусарский полк. Во время шведской войны состоял адъютантом при князе М. П. Долгорукове. В 1810 г. вторично вышел в отставку по болезни с чином ротмистра. В конце ноября 1812 г. поступил с чином майора в Павлоградский гусарский полк и участвовал в изгнании французов из России и в войне за освобождение Европы. В 1816 г. Гагарин окончательно покинул военную службу с чином подполковника и в 1817 г. поступил на гражданскую службу в экспедицию Кремлёвского строения, пожалованный одновременно чином статского советника и званием камергера. 
В 1820 году назначен членом комиссии строения и чиновником для особых поручений при главноначальствующем Кремлёвской экспедицией и пожалован придворным званием «в должности гофмейстера». В 1821 г. награждён чином действительного статского советника и орденом св. Анны 1-й степени и назначен в должность гофмейстера. В 1826 г. пожалован в шталмейстеры и назначен присутствующим в Придворную конюшенную контору и членом комитета дирекции Императорских театров. 
Князь Гагарин был знаменит в свете своею смуглой красотою, за что получил прозвище Малек-Адиля, был избалован женщинами, отличался добрым и мягким характером, но был ветрен и сибарит. Одна из современниц в 1815 году писала о нём:
Как бы князь Гагарин не спятил с ума... Он с ума сходит от женщин: понравиться ему просто беда. Он рожден быть султаном и держать взаперти сотни четыре красавиц, на которых никто бы не смел взглянуть. Он всех нас ревнует, как будто мы составляем его сераль. Так как мы не признаем его власти и не считаем его потомком Магомета, он из себя выходит, лишь только мы заговорим с другими мужчинами. На свою жену он не обращает ни малейшего внимания; кажется, из всего прекрасного пола только она одна ему не нравится.
Покончил жизнь самоубийством 7 (19) января 1828 года в Санкт-Петербурге. В метрической записи причиной смерти указана белая горячка. Погребен в церкви Спаса Преображения на кладбище фарфорового завода. Летом 1932 года при сносе церкви могила уничтожена.

## Семья

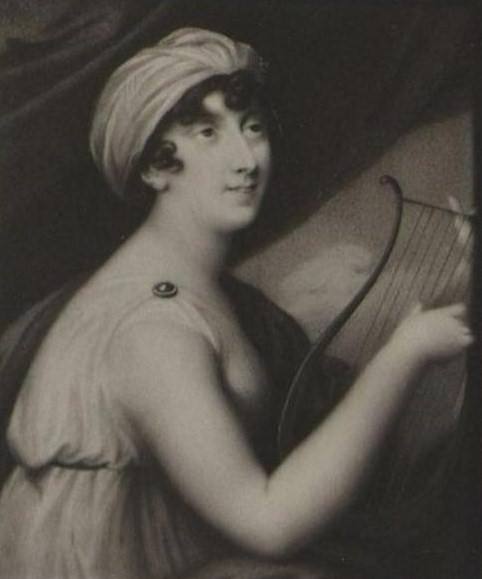
Екатерина Сергеевна

Жена (с 1811 года) — княжна Екатерина Сергеевна Меншикова (06.07.1794—23.12.1835), богатая наследница, дочь князя С. А. Меншикова, сестра Александра Сергеевича, впоследствии морского министра. С 1814 по 1818 года хозяйка усадьбы Ясенево. Унаследовала красоту своей матери и, по отзыву современницы, была «ослепительно хороша, мила и очень добра». После смерти мужа летом часто жила в Ораниенбаумском дворце и была предметом обожания всей молодой свиты князя Меньшикова. Согласно запискам К. И. Фишера, в неё был влюблен В. А. Перовский и  «она полюбила его со всею страстью 35-летний женщины, но добродетельная,  «варварских правил», не обещала ему ничего кроме своего сердца. Перовский готов был предложить ей свою руку, но опасался только, что князь Меншиков отказал бы ему в согласии. Княгиня Гагарина не опасалась этого, но объявила Перовскому, что не пойдет за него, потому что слишком его любит, что брак этот со «старой вдовою» будет смешон, что он не обладает достаточной философией, чтобы быть равнодушным к насмешкам, и что она не хочет быть причиною его огорчений и что она умрет от страстной любви, но не отдаст ему ни руки, ни чести. Между тем, её 15-летняя дочь Наталья стала уже кокетничать с Перовским и тем сводила с ума свою увядающую мать, у них бывали сцены, в которых мать лишалась своего достоинства, а дочь предвещала свою будущность. Так, бедная княгиня Гагарина, умерла от любви, даже скептик князь Меншиков, нашедший по кончине сестры в её бумагах дневник, был этого мнения». По словам Дантеса, «бедная княгиня Гагарина выглядела так хорошо, что смерть её поразила весь город; скончалась она от грудной водянки». Похоронена на  Фарфоровском кладбище в Петербурге. В браке имела детей:

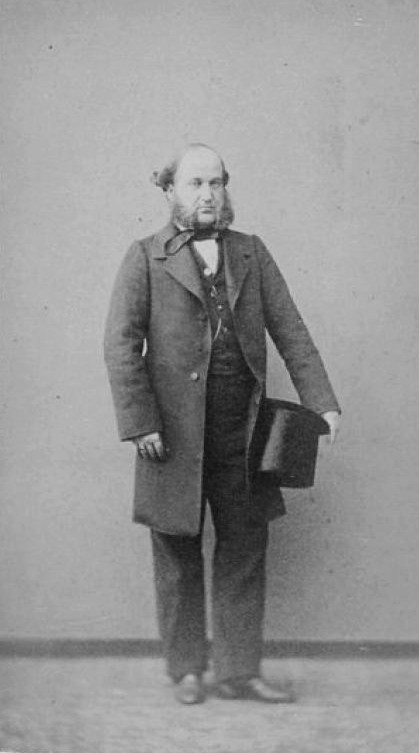
Лев Андреевич Гагарин

- Татьяна (1812—1839), фрейлина, замужем за князем Иваном Сергеевичем Оболенским (1811—1842).
- Наталья (1813—1893), с 1834 года замужем за Григорием Федоровичем Петрово-Соловово (1806—1879).
- Софья (1815—1859), в первом браке с 1836 года замужем за Дмитрием Николаевичем Анненковым (1807—1847), во втором (с 27.10.1848, Париж) — за португальцем Педро де Зуза де Бутельо.
- Екатерина (1816—1900), говорили, что дядя её князя  П. П. Гагарин, после трагической смерти брата привез невестку свою и ее детей в Москву, чтобы удобнее было заниматься опекой и с надеждою понравиться вдове. Это ему не удалось, но впоследствии он обольстил племянницу свою  княжну Катерину, которая так и не вышла замуж[7]. По воспоминаниям Б. Н. Чичерина, оставшись без состояния, она сначала воспитывалась у дяди князя Меншикова, потом в институте и по выходе сестер замуж, поселилась в Москве, где на маленькой квартирке принимала друзей и знакомых. Некрасивая собою, с толстым носом, но необыкновенно живая, весьма неглупая от природы, с добрым сердцем, участливая ко всем, искренно привязанная к друзьям, она в то же время была безалаберною до невероятности. Она была болтунья и хохотунья, ссорилась, мирилась, воспламенялась, остывала, кокетничала, обрывала, и все это без всякой последовательности и мысли. Такою она осталась и до старости; с летами пользовалась громадной популярностью в Москве[10].
- Павел (1817—1837)
- Лев (1821—1886), женат на Юлии Соломоновне Мартыновой (14.09.1821[11]—1909), сестре Н. С. Мартынова. Будучи светским повесой, в конце 1840-х годов Гагарин бросил жену и детей.